# Østergade
Østergade (en français : rue de l'Est) est une rue située au centre-ville historique de Copenhague, capitale du Danemark. Il s'agit de l'une des rues commerçantes les plus célèbres et distinguée de la ville. Elle relie la place Kongens Nytorv (en français : Nouvelle Place du Roi) à la place d'Amagertorv (en français : place d'Amager). C'est une rue piétonne depuis 1962, qui fait partie de la principale voie piétonne de la capitale danoise, Strøget.

## Situation et accès
L'Østergade relie la place Kongens Nytorv (en français : Nouvelle Place du Roi) à la place d'Amagertorv (en français : place d'Amager). Cette rue fait partie de la principale rue piétonne de la capitale danoise, Strøget, qui relie Kongens Nytorv à la place Rådhuspladsen (en français : place de l'Hôtel-de-Ville).

## Origine du nom
Østergade doit son nom à l'époque médiéval où elle menait à la porte de ville d'Østerport originale (en français : porte de l'Est), qui était située à l'endroit où se trouve aujourd'hui l'actuelle place Kongens Nytorv. Cette porte de la ville a disparu lorsque la ville a été agrandie au nord de la rue de Gothersgade, et l'ancienne porte a été remplacée par une nouvelle porte de ville du nom de l'Østerport (environ à l'endroit de l'actuelle gare d'Østerport).

## Historique

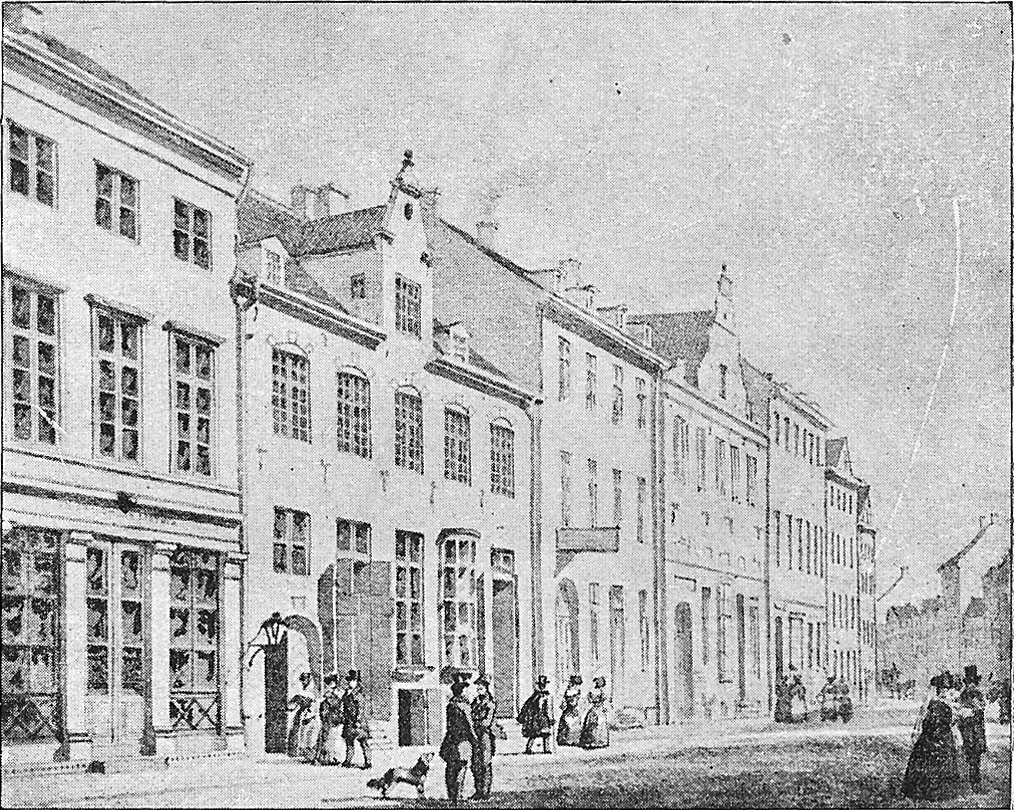
Østergade en 1840.

Au lieu de l'ancienne porte de ville, une nouvelle place distinguée a été aménagée devant l'extrémité d'Østergade : Kongens Nytorv. Østergade est maintenant devenu le lien entre la ville médiévale et les nouvelles hôtel particuliers et palais nobles autour de Kongens Nytorv et dans le nouveau quartier de Frederiksstaden. La rue est progressivement devenue une rue commerçante distinguée.
Lors de l'incendie de Copenhague en 1795, la coté sud supérieure d'Østergade a brûlé.
Le 17 novembre 1962, Østergade a été convertie en rue piétonne avec le reste de Strøget - la première du Danemark et l'une des premières au monde.

## Bâtiments remarquables et lieux de mémoire

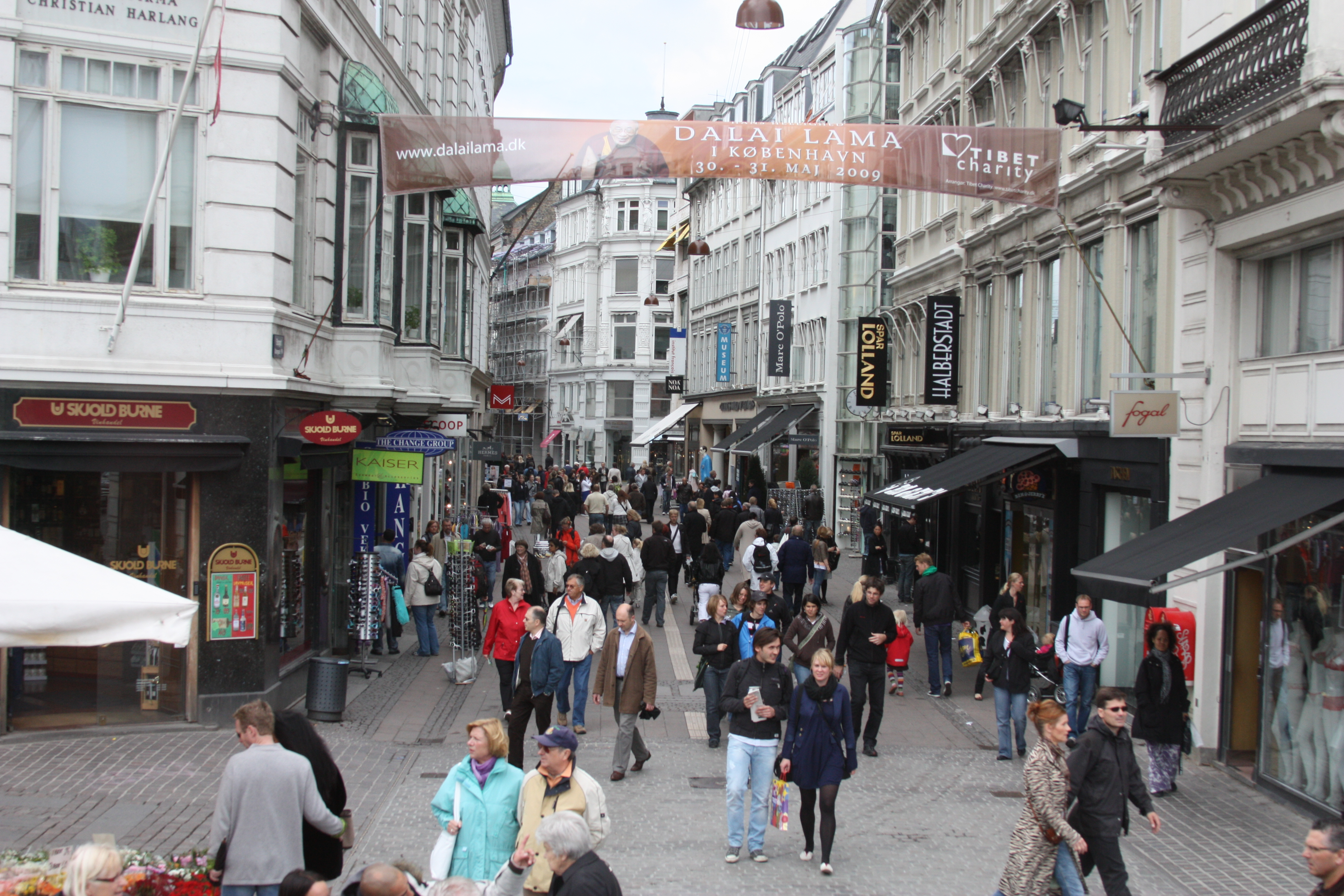
La première partie d'Østergade vue de Kongens Nytorv.
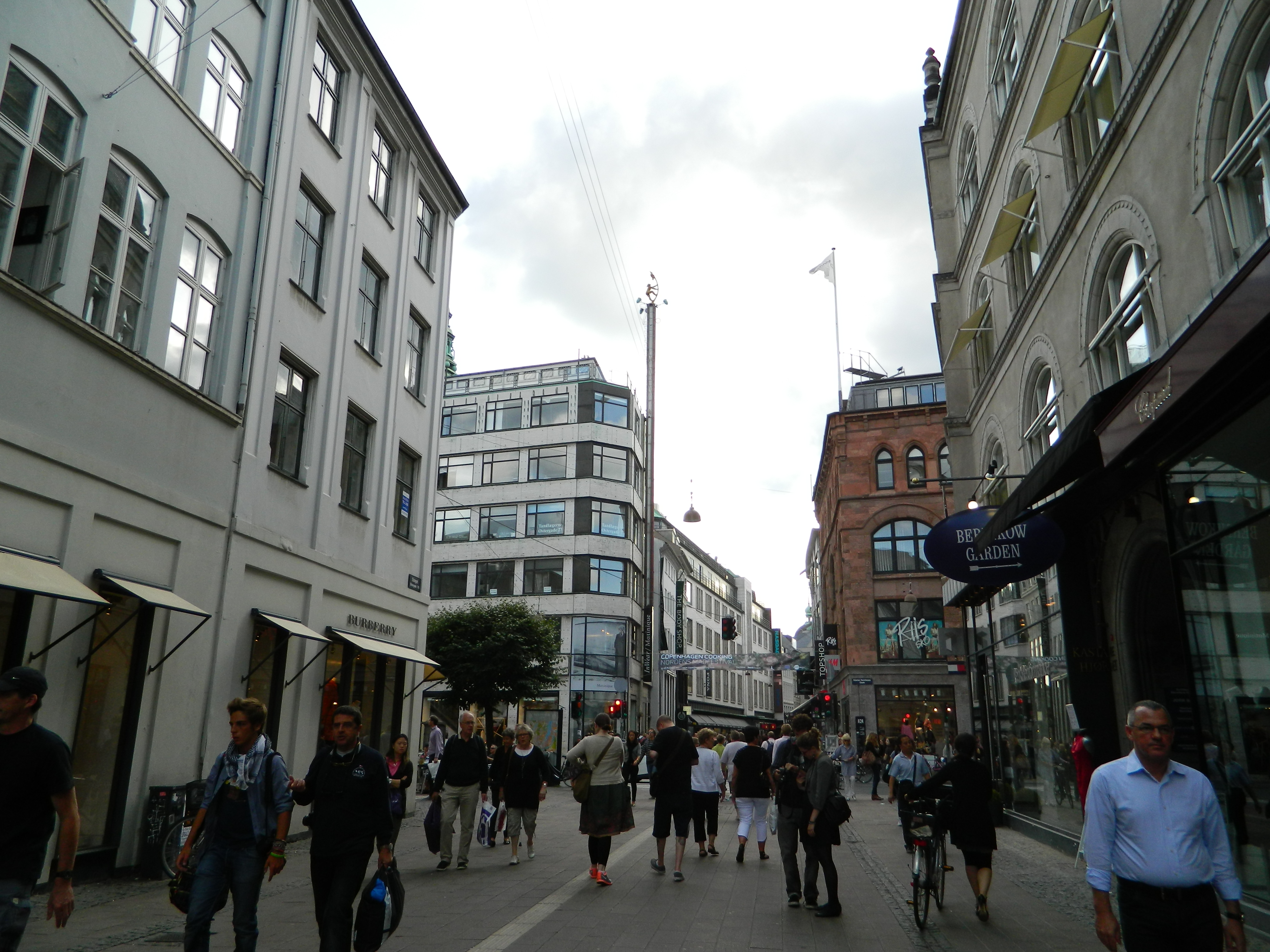
La partie médiane d'Østergade.
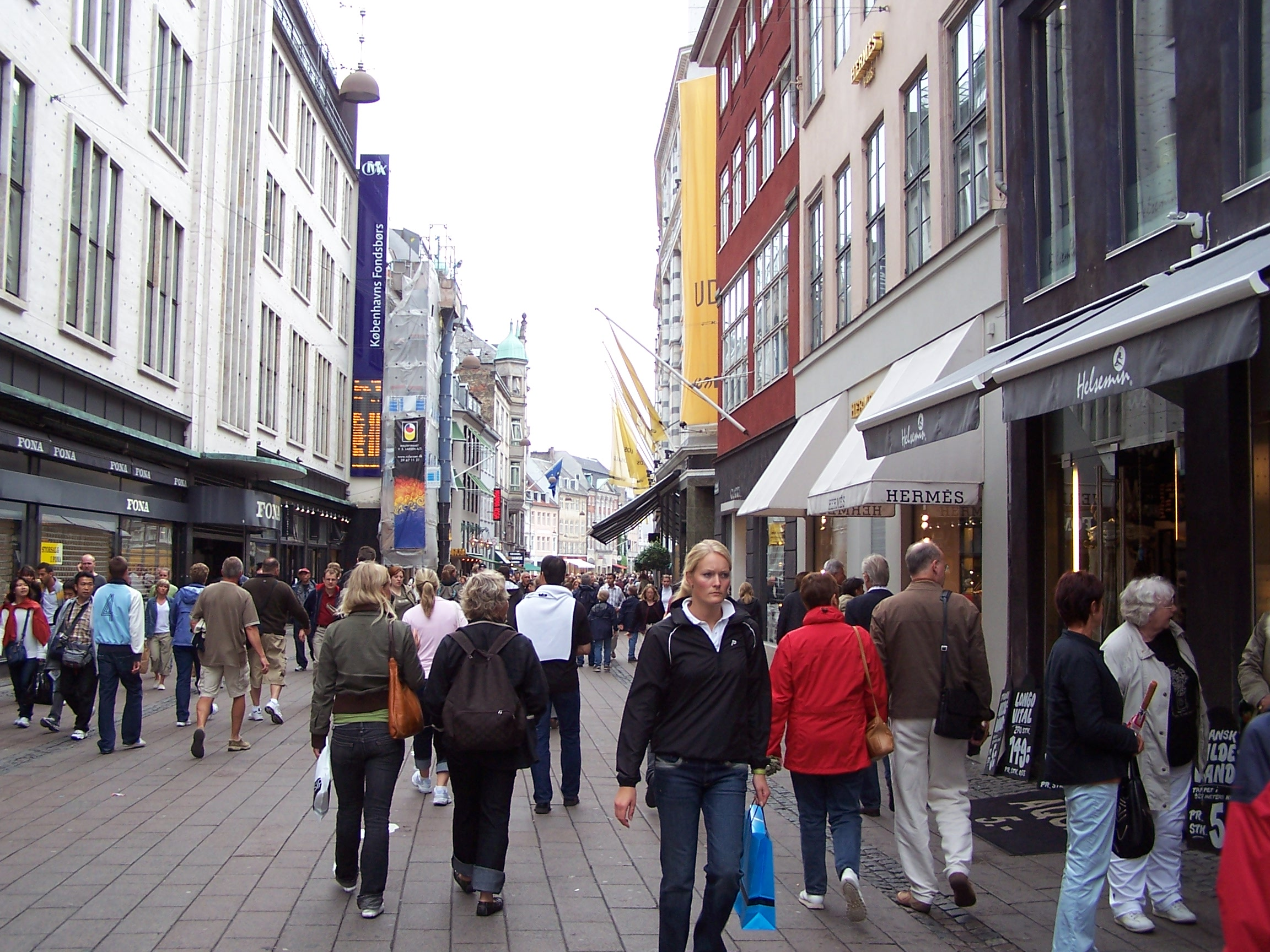
La dernière partie d'Østergade vue vers Amagertorv.